# 云开脊蛇
云开脊蛇（学名：Achalinus yunkaiensis）一种分布于中华人民共和国华南地区的无毒蛇，隶属于闪皮蛇科脊蛇属。本种最早发现于广东省西南部的云开山，故名。之后有学者鉴定一具2014年采集自广西壮族自治区北部猫儿山的脊蛇标本为本种，认定猫儿山也有本种分布。其种加词“yunkaiensis”意为“广东云开大山的”。

## 形态特征
云开脊蛇身体细长，头颈区分略明显；眼小，瞳孔近圆形，虹膜暗棕色，瞳孔黑色；体表棕褐色（成体）或黑色（亚成体），有一深色脊纹，通身鳞片略具金属光泽；腹面黄白色（成体）或灰白色（亚成体），腹鳞两端有棕色斑点。

## 保护
本种于2023年被收录入《有重要生态、科学、社会价值的陆生野生动物名录》。